# Faza
Faza é uma localidade do Quênia situada na antiga província da Costa, no condado de Lamu, Segundo censo de 2019, havia 2 855 habitantes.